# 海開き

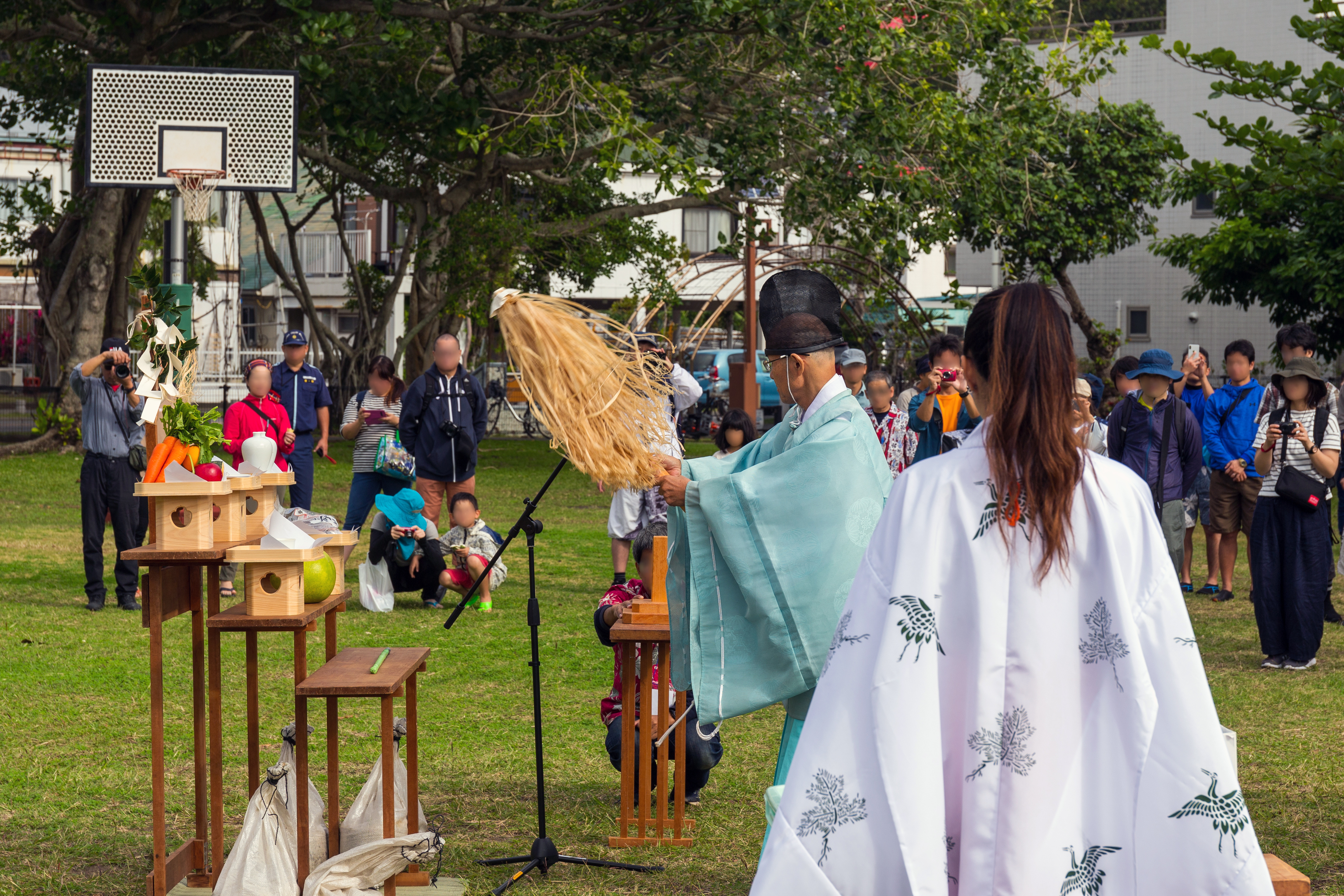
小笠原諸島の父島における海開きで神職が海の安全を祈願する様子

海開き（うみびらき）は、各年において海水浴場を開設すること、および、その日である。また、開設の日に行われる行事も海開きと呼ばれる。海びらき、浜開き（はまびらき）ともいう。

## 概説
海水浴場では、通常、開設期間を定め、その期間内に、監視員やライフセーバーの配置や、サメ防護ネット・クラゲ防止ネット・オイルフェンスの設置などの安全対策を行ったり、駐車場、更衣室、シャワー、トイレなどを開設したり、海の家などの売店・飲食店を営業するといった利便施設の提供を行っている。そして、毎年、海水浴場を開設することを海開きといい、海開きの初日には行事を行うことが多い。
行事としての海開きでは、シーズン中の繁盛と安全を祈願し、神職による神事や安全祈願祭を執り行うことが多い。
海水浴場における遊泳の時期的な規制とは無関係で、特段の規制が設けられている場合を除き、海開き期間以外でも遊泳は可能である。ただし、海開き期間以外は、上述のような安全対策が講じられなかったり、利便施設が閉鎖されている場合が多い。

## 時期
本州では7月1日に行われることが多かったが、近年では7月上旬から中旬に行われることが多い。2016年には、千葉県九十九里町の片貝中央海岸で「本州一早い」海開き式として4月29日に海開きが行われたが、海水浴場が開設されたのは7月だった。和歌山県白浜町の白良浜では、2012年から、毎年5月3日に「本州一早い」海水浴場開きを行っていたが、和歌山県公安委員会から警備員などの配置を求められたため、2017年からは7月の海の日の3連休の初日に変更した。
温暖な沖縄県では、3月から4月にかけて海開きを行う海水浴場が多い。小笠原諸島の父島では、1982年（昭和57年）から、「日本一早い海びらき」として元日に海開きを行っている。また、母島でも同様に元日に海開きを行っている。